# Aigues-Vives (Aude)
Aigues-Vives é uma comuna francesa na região administrativa de Occitânia, no departamento de Aude. Estende-se por uma área de 10,21 km². Em 2010 a comuna tinha 587 habitantes (densidade: 57,5 hab./km²).